# 山本康平
山本 康平（やまもと こうへい、1980年12月23日 - ）は、日本の俳優。太田プロダクション所属。岡山県出身。既婚。2児の父。

## 来歴
2002年2月から2003年2月まで放送された、スーパー戦隊シリーズ『忍風戦隊ハリケンジャー』の尾藤吼太 / ハリケンイエロー役で俳優デビューを果たした。
『ハリケンジャー』が放送終了10年を迎えた2013年には、自身と長澤奈央（同作で共演）によって同作のスタッフらに企画を持ち込み、これがVシネマ『忍風戦隊ハリケンジャー 10 YEARS AFTER』の制作・発売に至った。同作品では、長澤とともにアソシエイトプロデューサーも務めた。

## 人物
- 趣味は映画鑑賞、オートバイ。特技はバスケットボール[2]。
- 大学時は、役者業のため、2年次最後のテストを受けられず、3年次もおおよそハリケンジャーに費やされた。4年次に単位が足りないことが判り、半年留年し卒業。単位取得は、1年次に親しくなり関係を築いた友人らのサポートがあったおかげと語る[7]。
- 2009年1月15日に結婚。同年7月21日に第一子である長女、2013年4月8日には第二子である次女が誕生している。

## 出演

### テレビドラマ
- スーパー戦隊シリーズ（テレビ朝日） - 尾藤吼太 / ハリケンイエロー 役
  - 忍風戦隊ハリケンジャー（2002年2月17日 - 2003年2月9日）
  - 海賊戦隊ゴーカイジャー 第25話・第26話（2011年8月14日・21日） - ゲスト出演
- 特命係長 只野仁 1stシリーズ 第6話（2003年8月15日、テレビ朝日） - 島崎 役
- 金曜エンタテイメント 心はロンリー気持ちは「…」（2003年、フジテレビ）
- 連続テレビ小説 天花（2004年、NHK）
- 虹のかなた（2004年、TBS）
- おみやさん4（2005年、テレビ朝日）
- こちら本池上署 第5シリーズ（2005年7月25日、TBS） - 白井祐次 役
- プリンセス・プリンセスD（2006年6月28日 - 9月13日、テレビ朝日） - 名田庄薫 役
- 踊る!親分探偵〜京都阿波踊り殺人事件〜（2006年9月22日、フジテレビ） - 小林 役
- 土曜ワイド劇場 キソウの女 第3作「愛と復讐の無差別殺人事件！ねじれた父娘の絆が悲劇を呼ぶ」（2006年10月21日、テレビ朝日） - 古賀渡 役
- 仮面ライダーシリーズ（テレビ朝日）
  - 仮面ライダー電王 第25・26話（2007年7月22日・29日） - 青木雅史 役
  - 仮面ライダードライブ 第5話・第6話（2014年11月9日・16日） - 市川勇蔵 役
- スイート10〜最後の恋人〜（2008年3月3日 - 5月9日、TBS） - 原弘之 役
- 土曜ワイド劇場 火災調査官・紅蓮次郎（テレビ朝日） - 的場智明 役
  - 第10作「乳母車が突然炎上！キャベツと黒焦げの中の白い足跡 秘密の関係…真犯人と超科学トリック対決！」（2010年2月13日）
  - 第11作「消防VS鑑識 プロフェッショナルな真犯人とは!? 二度焼かれた死体 燃えないガソリンの謎!?」（2010年11月20日）
  - 第12作「炎の動きが読める!? 放火魔からの挑戦状！」（2012年1月14日）
  - 第13作「二度も燃えた家族！V字に焼けた水槽と謎の刺殺死体!? 発火装置は人間？12年間燃え続けた炎」（2012年11月10日）
- 医療捜査官 財前一二三 第1作「顔と指紋の無い身元不明の焼死体！重病患者の謎の退院に隠された陰謀〜病院内に渦巻く復讐の罠…消えたカルテが誘う第2殺人」（2011年5月13日、フジテレビ） - 日野 役
- 使命と魂のリミット（2011年11月5日・12日、NHK） - 佐山駿 役
- 早海さんと呼ばれる日（2012年2月19日、フジテレビ）
- 科捜研の女 第13シリーズ 第1話・第2話（2013年10月17日・24日、テレビ朝日） - 甲野弘之 役

### バラエティ
- それ行け!なんでも宣太郎（テレビ東京） - レギュラー

### 舞台
- SASUKE（2006年8月30日） - 本多正純 役
- 舞台「ROAD59 -新時代任侠特区-」 （2020年12月24日 - 27日、なかのZERO 大ホール）- 藤堂時雨 役[8]

### 映画
- 忍風戦隊ハリケンジャー シュシュッと THE MOVIE（2002年8月17日、東映） - 尾藤吼太 / ハリケンイエロー 役
- 逢いたい（2003年11月1日） - 田中遊 役
- 穴（2004年7月10日、ケイエスエス）
- 八月拾五日のラストダンス（2005年8月13日、ネットシネマ.TV） - 主演・山瀬孝雄 役
- 変身（2005年11月19日、日本出版販売）
- スーパー戦闘 純烈ジャー（2021年9月10日、東映ビデオ） - 康助 役（企画も兼任）[9]

### CM
- バンダイ「ハリケンジャー忍ジャケット」（2002年）

### オリジナルビデオ
- スーパー戦隊シリーズ（東映ビデオ）
  -     - 忍風戦隊ハリケンジャースーパービデオ スーパー忍者とスーパー黒子（2002年） - 尾藤吼太 / ハリケンイエロー 役
    - 忍風戦隊ハリケンジャーVSガオレンジャー（2003年3月14日） - 尾藤吼太 / ハリケンイエロー 役
    - 爆竜戦隊アバレンジャーVSハリケンジャー（2004年3月12日） - 尾藤吼太 / ハリケンイエロー 役
    - 忍風戦隊ハリケンジャー 10 YEARS AFTER（2013年8月9日） - 尾藤吼太 / ハリケンイエロー 役※アソシエイトプロデューサーも兼任
    - 忍風戦隊ハリケンジャーでござる! シュシュッと20th Anniversary（2023年10月25日） - 尾藤吼太 / ハリケンイエロー、吼太郎 役[10]

  - 宇宙戦隊キュウレンジャーVSスペース・スクワッド（2018年8月8日） - エキストラ[11]
- 仮面ライダーW RETURNS 仮面ライダーアクセル（2011年4月21日、東映ビデオ） - マサル 役

### インターネット番組
- 山本康平の忍び道（2017年1月 - 、東映特撮ファンクラブ）
- from Episode of スティンガー 宇宙戦隊キュウレンジャー ハイスクールウォーズ（2017年9月9日 - 、東映特撮ファンクラブ） - 惑星スリーピー・理事長 役
- シリーズ怪獣区 ギャラス（2019年2月2日より東映特撮ファンクラブ配信） - バーのマスター 役（アソシエイトプロデューサー兼任）[12]
- 湘南純愛組! 第5話（2020年2月28日、Amazon Prime Video） - 中学校教師 役
- 忍風戦隊ハリケンジャーwithドンブラザーズ（2022年12月25日、東映特撮ファンクラブ） - 尾藤吼太 / ハリケンイエロー 役
- 忍者戦隊カクレンジャー 第三部・中年奮闘編（2024年8月4日、東映特撮ファンクラブ） - 友情出演

### ゲーム
- ROAD59 -新時代任侠区- 摩天楼モノクロ抗争（2025年、コンシューマー） - 藤堂時雨 役[13]

### 玩具
- 忍風戦隊ハリケンジャー ハリケンジャイロ-MEMORIAL EDITION-（2023年9月）